# Goëngahuizen
Goëngahuizen (Fries: Goaiïngahuzen) is een dorp in de gemeente Smallingerland, in de Nederlandse provincie Friesland. Goëngahuizen ligt in het uiterste westen van de gemeente, tussen Nij Beets en Grouw net ten zuiden van de Wijde Ee. Het Botmeer ligt ten zuidwesten van het dorp.
In 2023 telde het dorp 55 inwoners. Het dorp heeft geen dorpskern, maar bestaat uit verspreide bebouwing en heeft daarmee kenmerken van een buurtschap.

## Geschiedenis

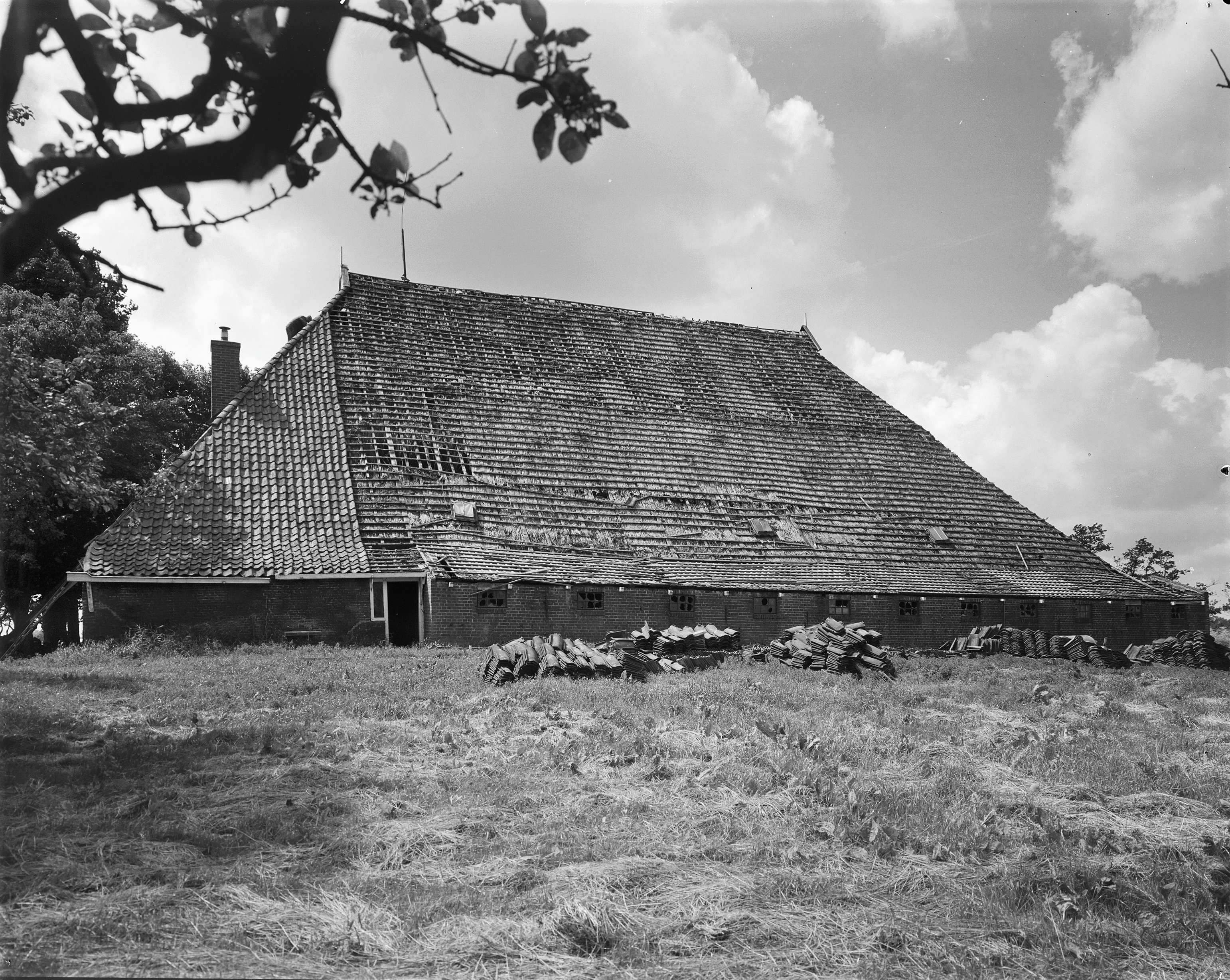
De Sikkema State in 1971

In de 18e en 19e eeuw hoorde Goëngahuizen bij Boornbergum. In 1955 werd aan de plaats de dorpsstatus toegekend, hoewel Goëngahuizen uit niet meer dan enkele verspreide huizen bestond. 
Goëngahuizen werd in 1573 vermeld als Gonyehuisen. De plaatsnaam zou verwijzen naar de nederzetting van het geslacht Goinga.

## Natuur
Aan in noorden ligt het eiland en natuurgebied Het Eiland, of It Eilân. Ten zuiden van Het Eiland liggen de kleinere natuurgebieden Het Onland van Jelsma en de Kobbe.

## Molens
In het dorpsgebied van Goëngahuizen staan vier molens:

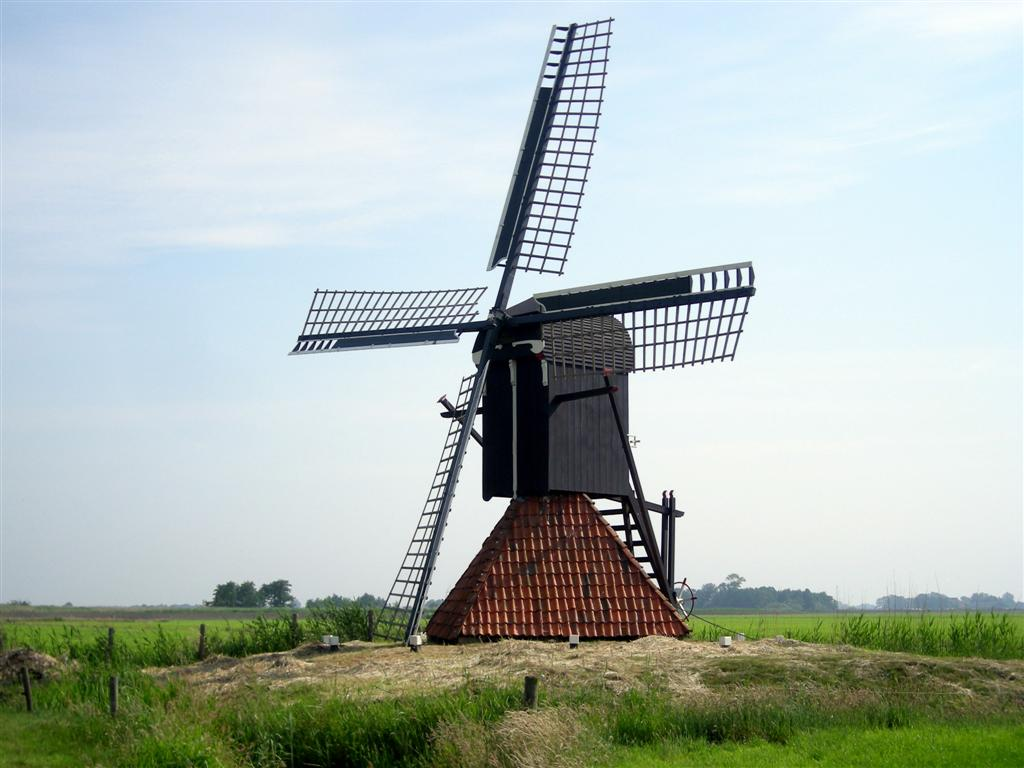
De Jansmolen
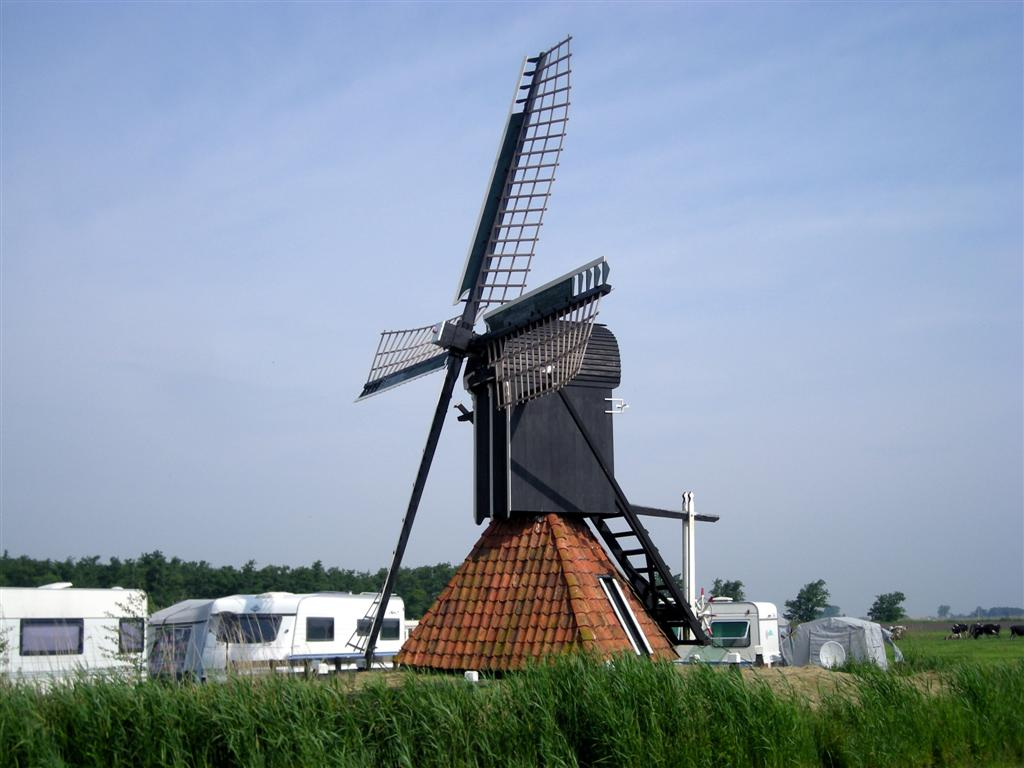
De Modderige Bol
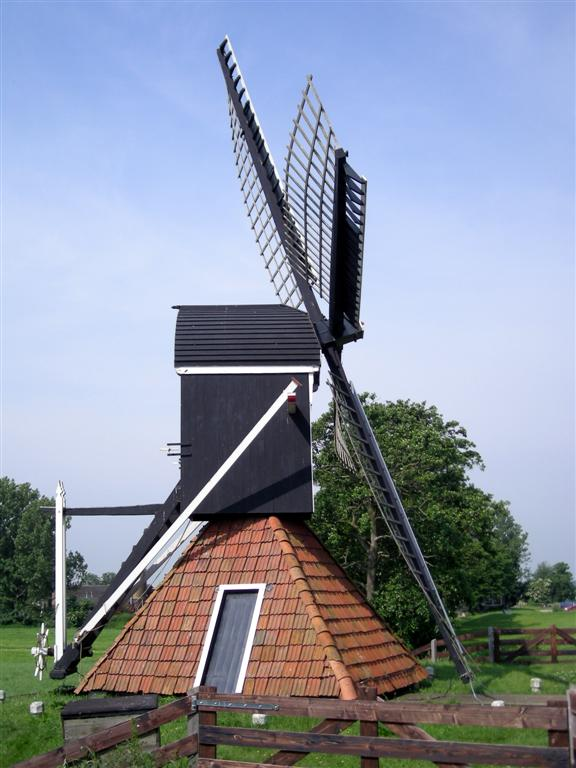
Heechhiem
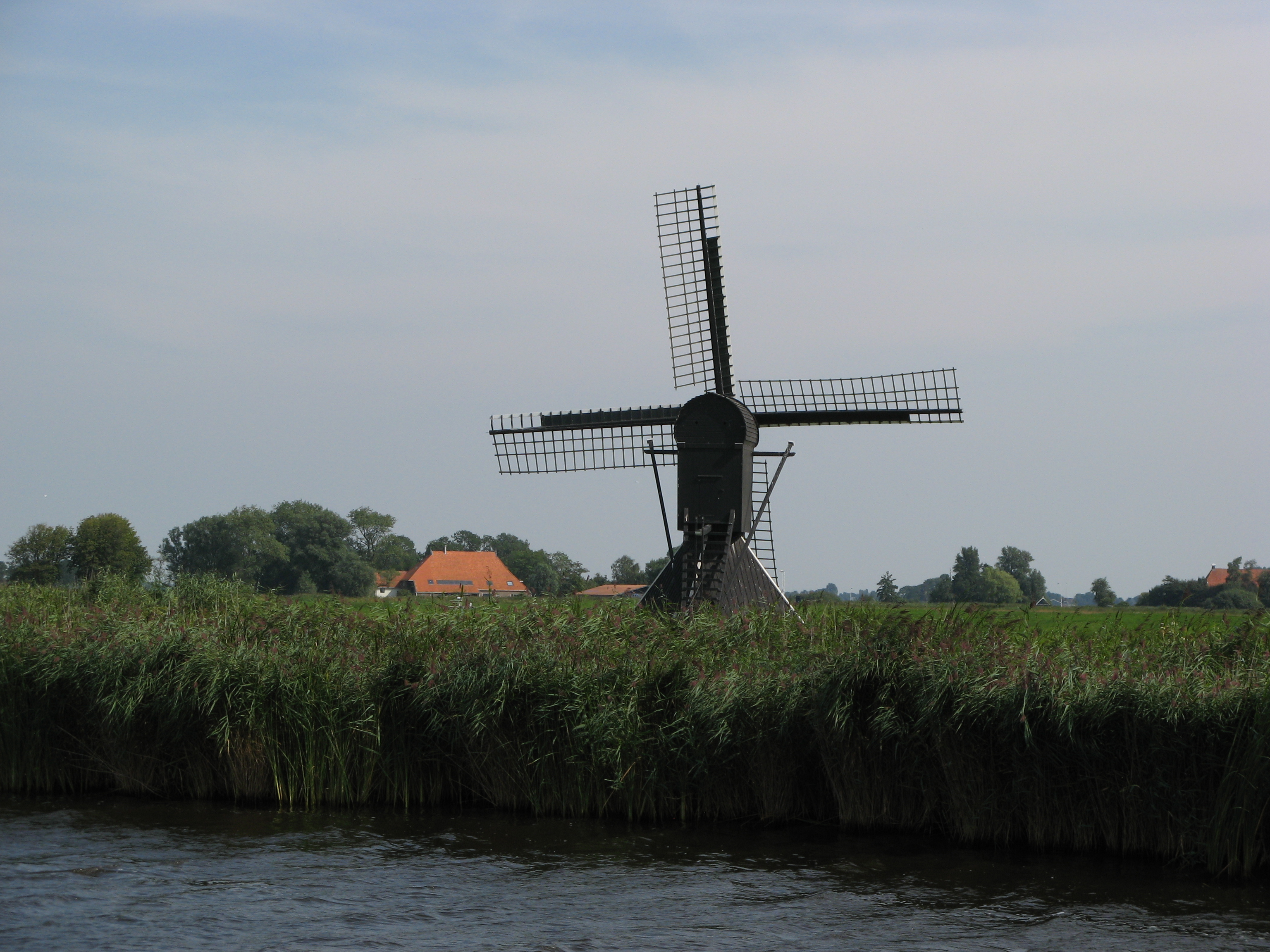
Roekmole, op Het Eiland